# Perxe i escaletes de Ca Blai
El Perxe i escaletes de Ca Blai és una obra de Rasquera (Ribera d'Ebre) inclosa a l'Inventari del Patrimoni Arquitectònic de Catalunya.

## Descripció
Situat dins del nucli antic de la població de Rasquera, al centre del mateix i comunicant el carrer de Dalt amb el carrer Major.
Es tracta d'un petit pas cobert adossat a la façana principal de la casa del carrer de Dalt, 6, conjunt actualment rehabilitat. Està format per una volta rebaixada arrebossada i pintada, que conserva tres arcs bastits amb maons. El del carrer de Dalt presenta els maons disposats a sardinell, mentre que l'arc de sortida queda pràcticament ocult darrere la terrassa del primer pis de la casa, que té la porta d'accés principal sota la volta. Comunicant aquest passatge amb el carrer Major hi ha unes llargues escales de pedra que salven el desnivell existent. Estan bastides en pedra desbastada lligada amb morter.

## Història
Espai de comunicació, nexe i passera entre la vila closa i el castell. El seu origen és medieval.